# Basilika St. Margareta

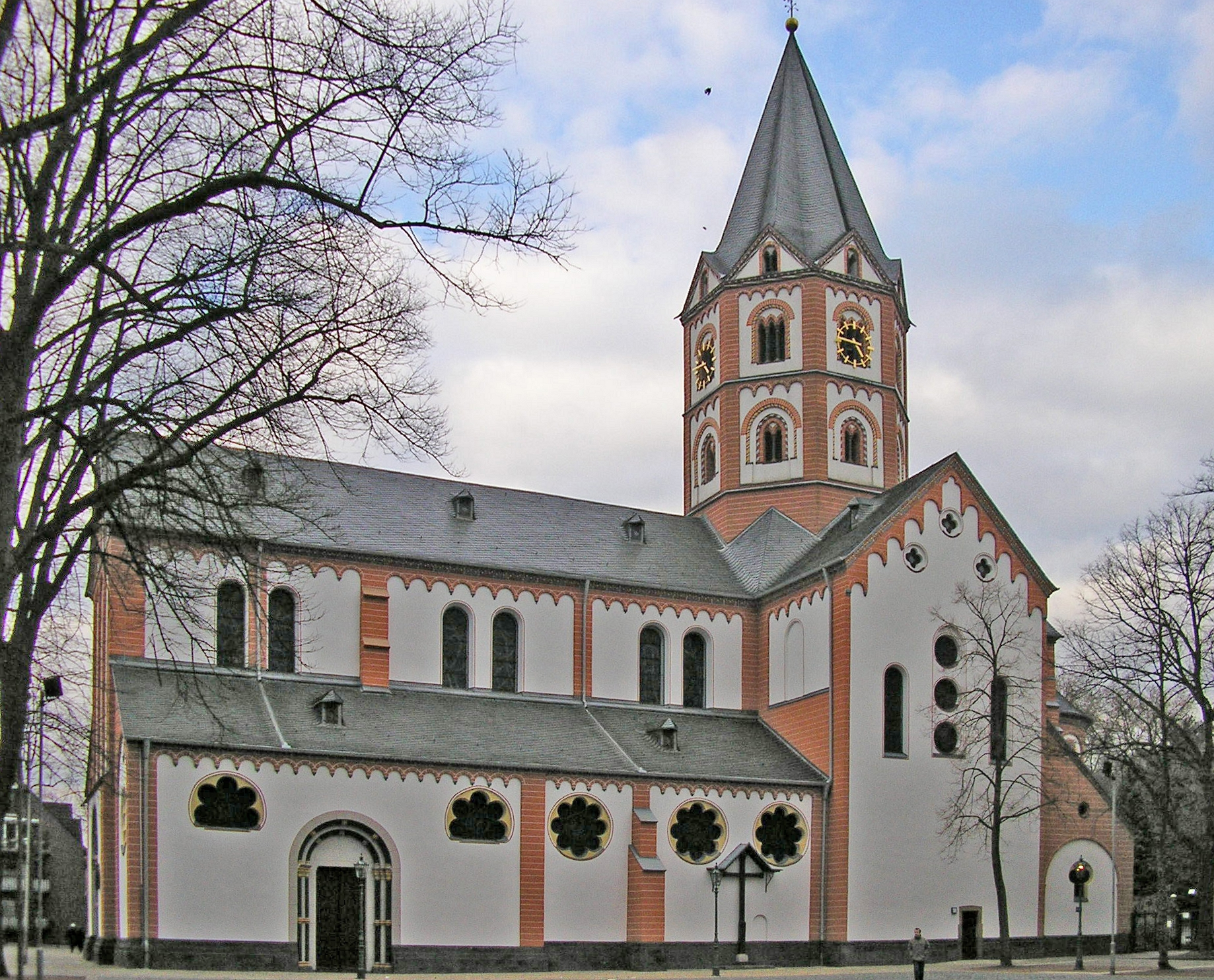
Basilika St. Margareta

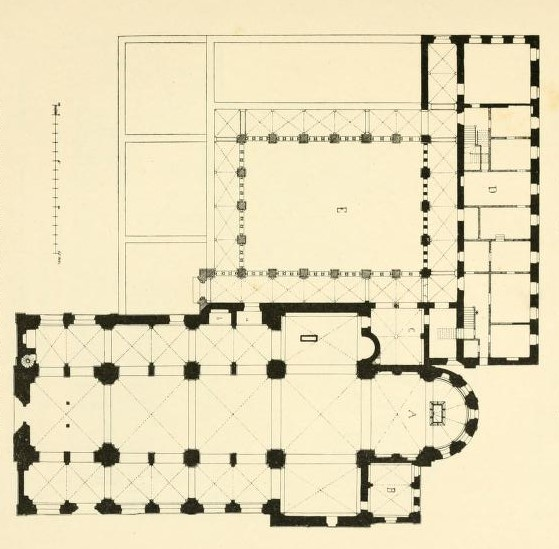
Grundriss von 1894

St. Margareta ist eine katholische Pfarrkirche in Düsseldorf-Gerresheim. Die Basilika war bis 1803 Stiftskirche des Gerresheimer Frauenstifts, das bereits im 9. Jahrhundert entstand und zu den ältesten Kanonissenstiften der Erzdiözese Köln gehörte. Zur gleichnamigen Pfarrei gehören seit 1. Januar 2011 auch die ehemaligen Pfarreien St. Cäcilia, St. Katharina, St. Maria vom Frieden, St. Reinold und St. Ursula im Düsseldorfer Osten.

## Geschichte

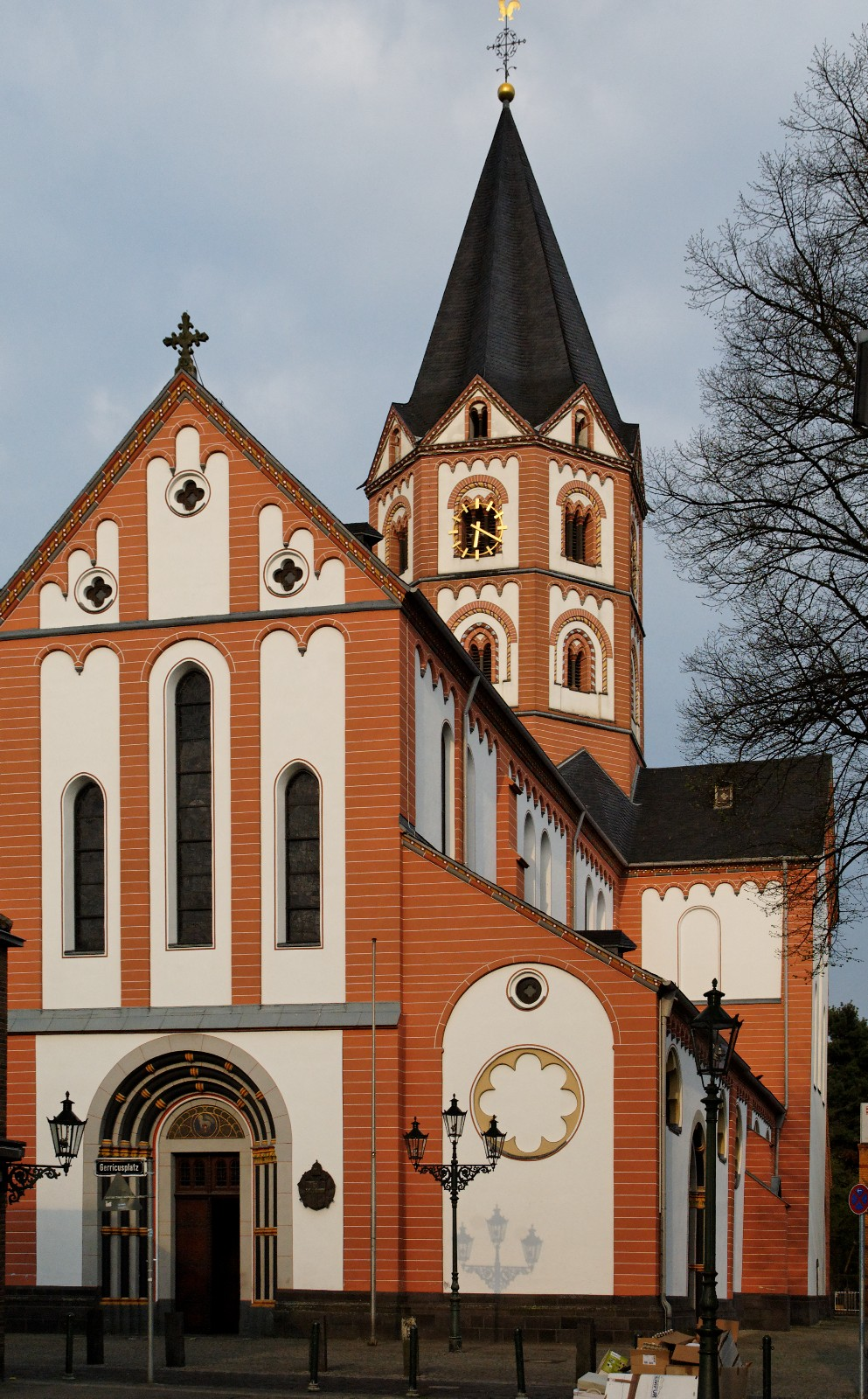
Westfassade

Das unter dem Patrozinium des hl. Hippolyt gegründete Stift wurde zum ersten Mal im Jahr 870 anlässlich der Kölner Synode erwähnt und ist 905/906 erstmals urkundlich belegt. Als Gründer gilt der fränkische Edelherr Gerrich, der seine Tochter Regenbierg (870–905) als ersten Äbtissin des Damenkonvents einsetzte. Mit seiner Person wird der Ortsname Gerresheim auch in der Urkunde von 870 in Verbindung gebracht. Das Damenstift ist nach Kaiserswerth die zweitälteste kirchliche Einrichtung im Rheinland.
Der Konvent wurde 919 durch einen Einfall der Ungarn zerstört. Die Kanonissen konnten nach St. Ursula in Köln fliehen und brachten so auch die wertvollen Reliquien des hl. Hippolyt nach Köln in Sicherheit. Erst im Jahr 970 war der Wiederaufbau abgeschlossen und die Weihe wurde durch Erzbischof Gero von Köln vorgenommen, dessen Vorgänger Wichfrid große finanzielle Unterstützung für das Stift geleistet hatte. Nach der Jahrtausendwende begann für das Stift erneut eine Zeit des Aufblühens. Diese günstige Entwicklung entstand aufgrund einer zeitweiligen Anlehnung an das Nachbarstift Essen, dessen Äbtissin Theophanu (gest. 1058), die berühmte Enkelin des Kaisers Otto II. gleichzeitig auch das Stift Gerresheim geführt hat.
Die heutige Pfeilerbasilika St. Margareta wurde zwischen 1220 und 1230 als Stiftskirche im rheinischen Übergangsstil errichtet und vermutlich im Jahre 1236 geweiht. Die Kirche war wie das Stift dem Heiligen Hippolyt gewidmet und trug den Namen Monasterium Santi Hippolyti. Sie befindet sich an der Stelle eines Vorgängerbaues aus dem 9. Jahrhundert. Der Bedeutung des Stifts entsprechend wurde die Basilika unter der Äbtissin Guda (1212–1232) errichtet.

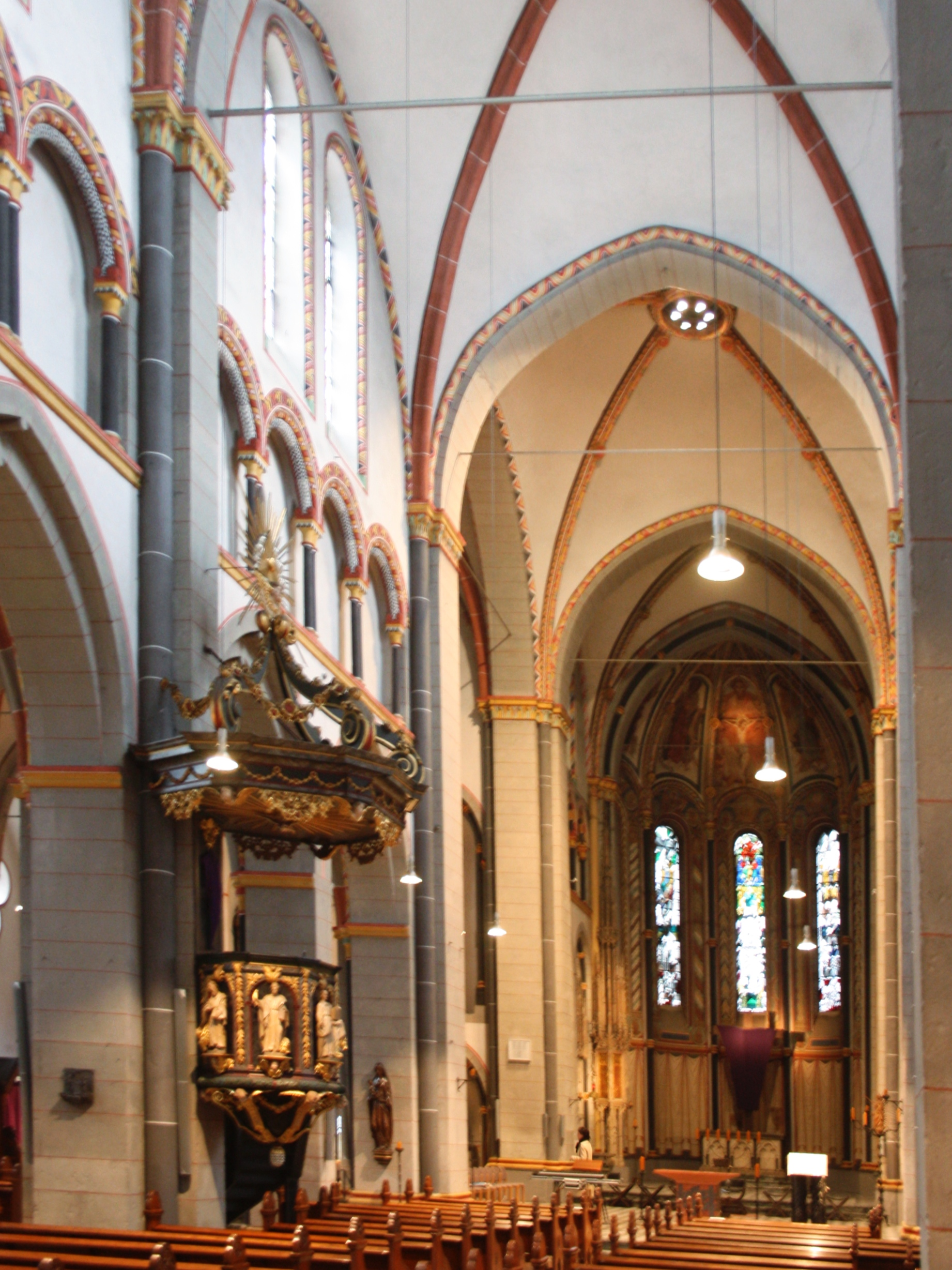
Innenansicht

Das Stift war im 13. und 14. Jahrhundert durch zahlreiche Besitzungen und Einkünfte aus dem gesamten Rheinland sehr wohlhabend und mächtig. Das hohe Ansehen beim Adel und der überregionale Einfluss werden dadurch deutlich, dass es nur Töchtern aus dem Hochadel gestattet war, in den Konvent einzutreten. Durch die reichen Einkünfte aus dem Grundbesitz konnte ein Fortbestehen des Stifts bis zum Beginn des 19. Jahrhunderts gesichert werden. Das Stift wurde im Zuge der Säkularisation am 12. September 1803 durch Kurfürst Maximilian IV. Joseph aufgehoben.
Seit 1598 findet alljährlich die Blutprozession statt, zur Verehrung einer Blutreliquie, die die mit Christi Blut vermischte Erde vom Berg Golgatha enthalten soll.
Die Basilika war ursprünglich ausschließlich den Stiftsdamen vorbehalten, erst seit dem 18. Jahrhundert wird sie als Pfarrkirche genutzt. Die Gemeinde feierte ihre Gottesdienste bis dahin in einer kleinen, südlich gelegenen Kirche Sankt Margareta, in der die Gebeine des selig genannten Gerrich, dem Namensgeber von Gerresheim, aufbewahrt wurden. Ab 1790 fanden die Pfarrgottesdienste in der Stiftskirche statt, die 1810 der Gemeinde endgültig übereignet wurde; die alte Pfarrkirche musste 1892 abgerissen werden.
Restaurierungen erfolgten 1873 durch Heinrich Wiethase und 1894 durch Heinrich Renard. Weitere Restaurierungen und statische Sicherungen fanden ab 1932 und 1950 statt. Seit 1975 werden Sicherungsmaßnahmen wegen des unsicheren Baugrunds durchgeführt. Im Zuge der Restaurierungen in der Zeit von 1974 bis 1985 erhielten die Außenwände einen Verputz mit Farbanstrich, der wohl der original Farbgebung entspricht.
Die Kirche wurde 1982 durch Papst Johannes Paul II. zur Basilica minor erhoben.

## Architektur
Die Außenansicht der Kirche ist geprägt durch die Einheitlichkeit ihrer Architektur und die gleichmäßige Formgebung. Die basilikale Formensprache zeigt sich an der Westfassade mit dem erhöhten Mittelschiff und den niedrigen Seitenschiffen, dazu kommt der zweigeschossige, achteckige Kirchturm mit seinem spitzen Faltdach. Die Innenansicht ist hingegen durch den ganzen Formen- und Farbreichtum der rheinischen Spätromanik gekennzeichnet. Am Wandaufbau sind schon frühgotische Einflüsse im Sinne einer gewissen Leichtigkeit im Vergleich zur Romanik zu erkennen. Von den Stiftsgebäuden aus dem 13. Jahrhundert ist noch der Kreuzgang teilweise erhalten. Der äußere Charakter (Kreuzbasilika trifft Zentralbau), sowie vor allem die Fensterformen (Halbrose und Kreuz), sind selten und im Rheinland so nur in der „Schwesterkirche“ St. Peter in Sinzig zu finden. Beide Kirchen haben keine Krypta.

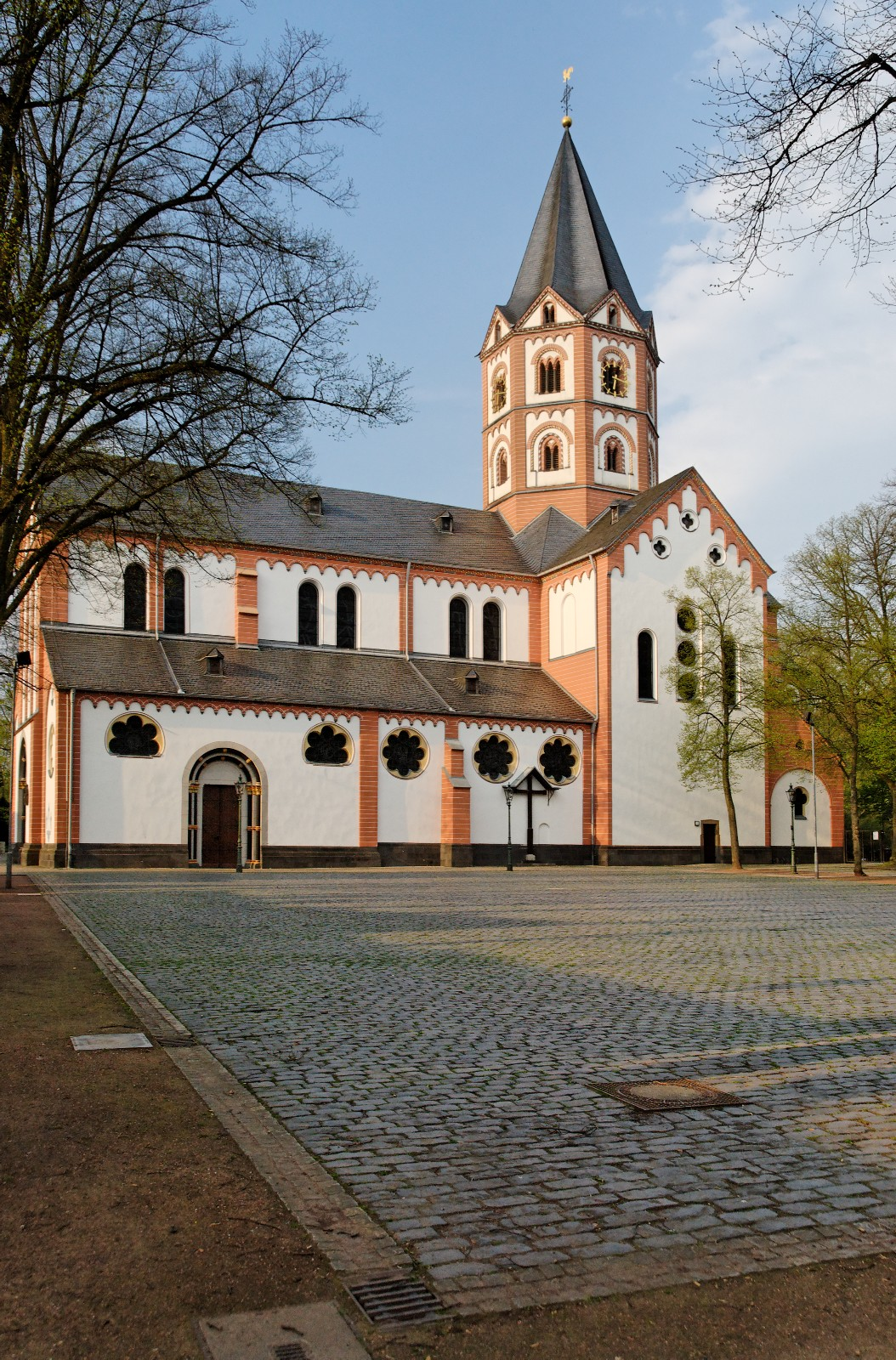
Die Basilika von Süden
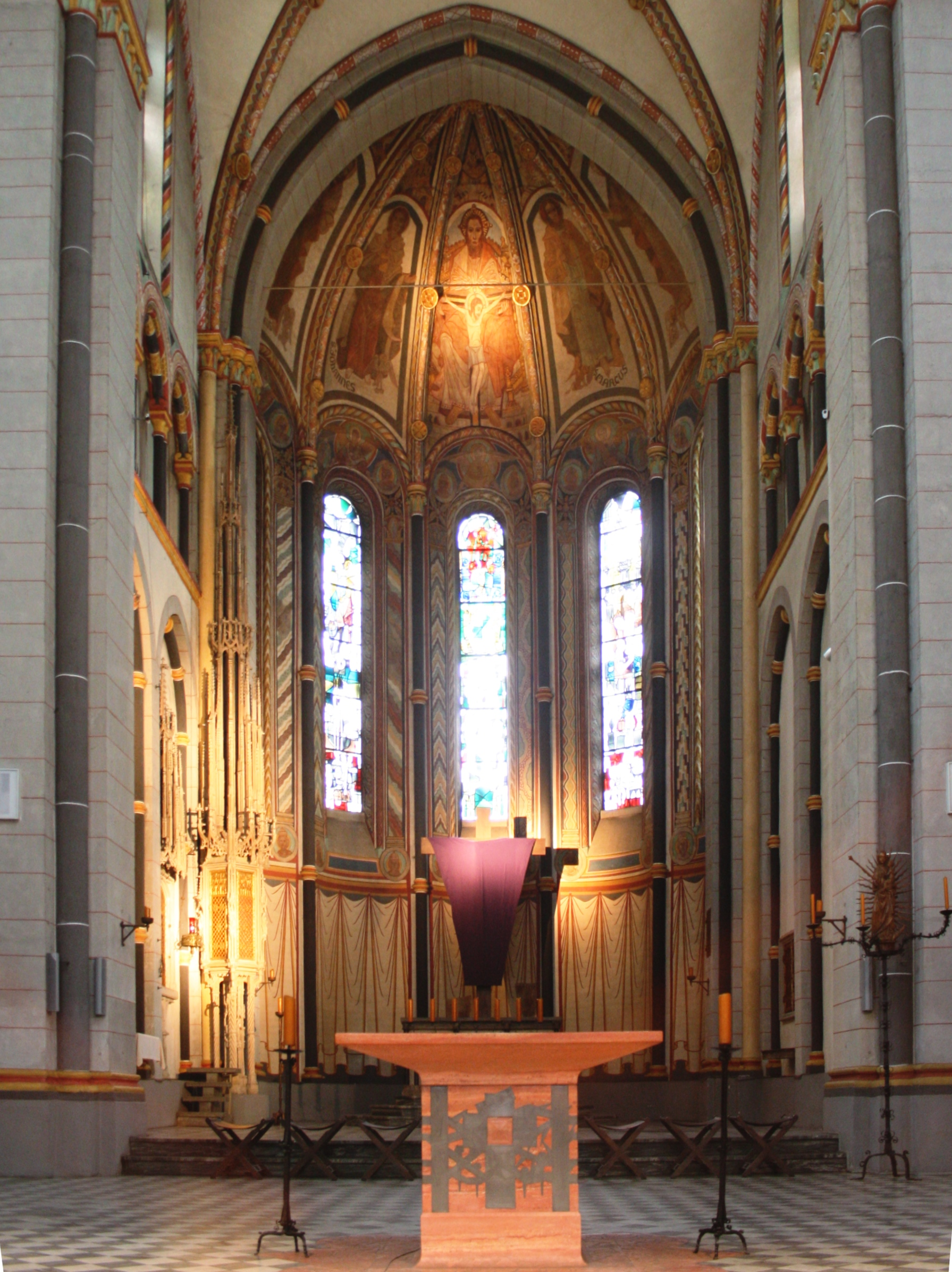
Chor der Basilika
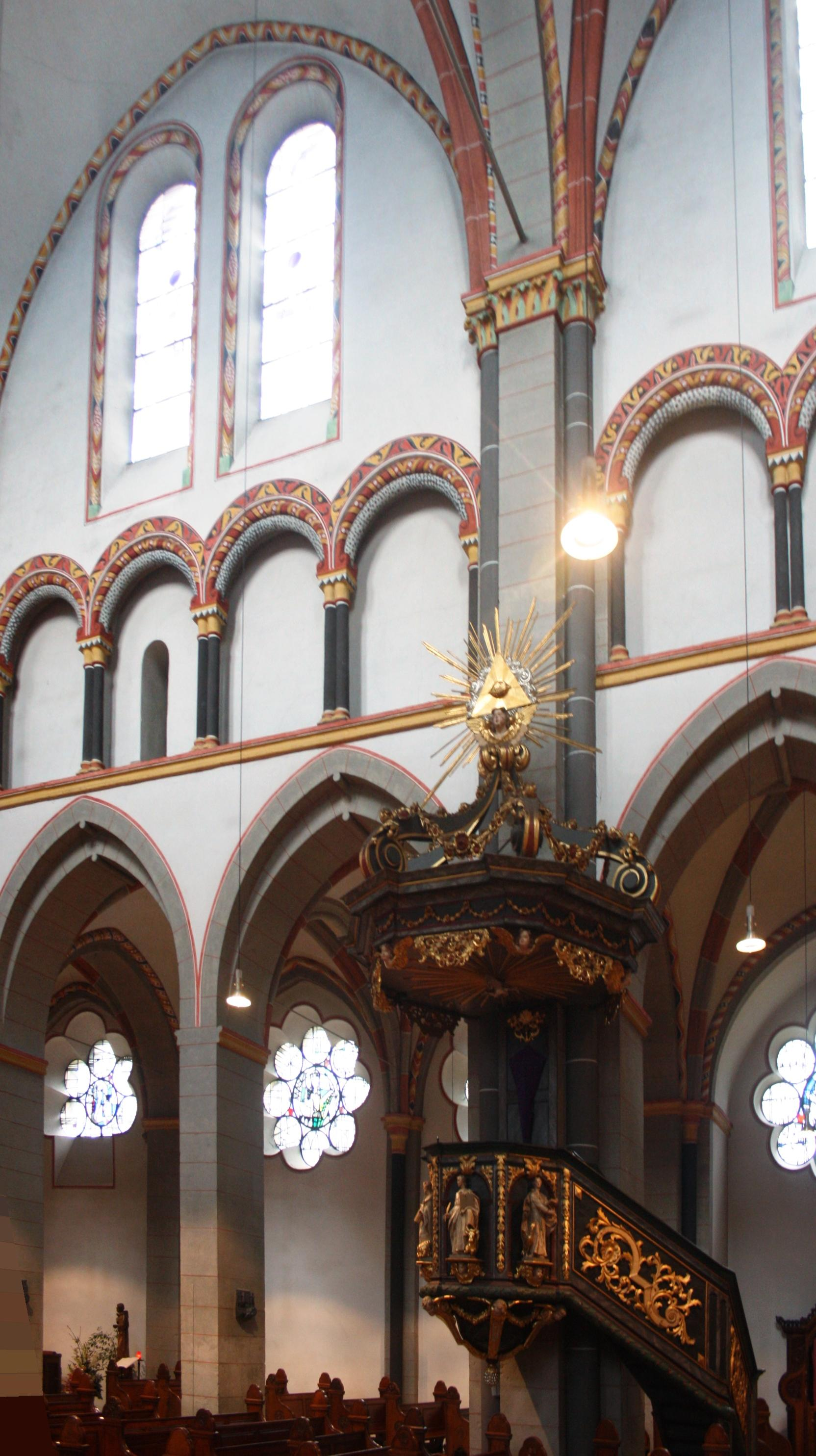
Nordwand des Langhauses
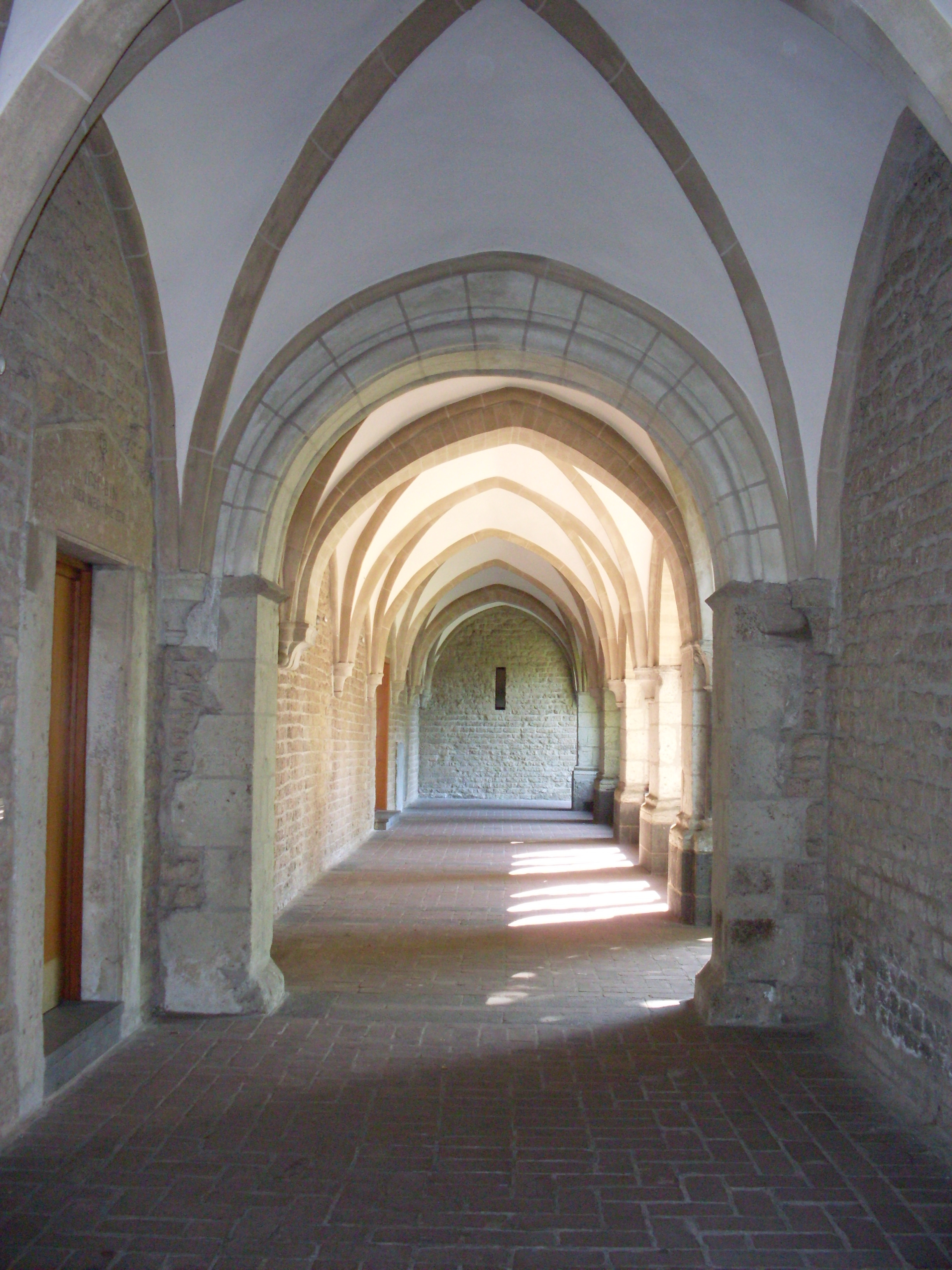
Kreuzgang des Stifts

## Kunstwerke

### Ausstattung

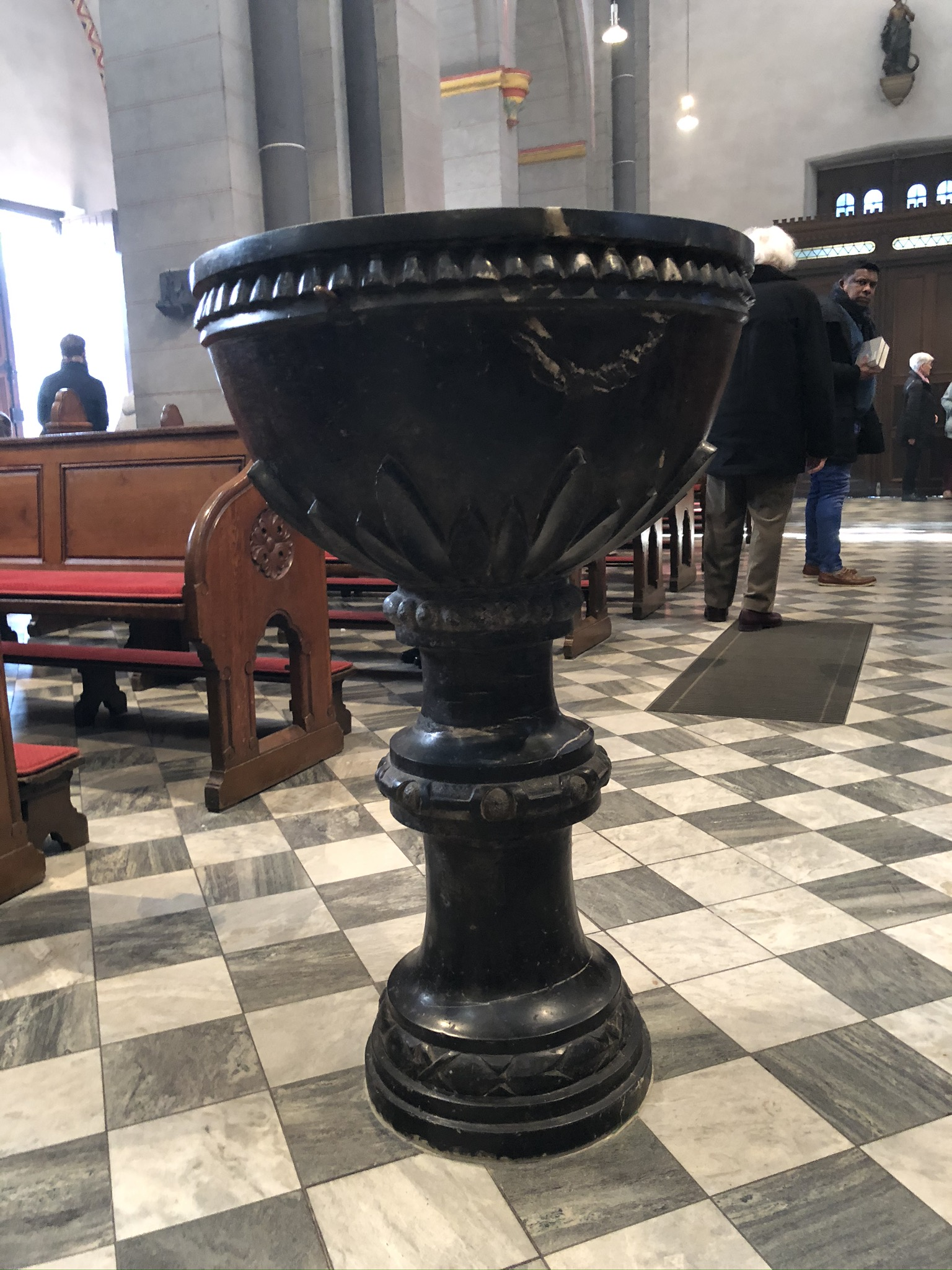
Taufbecken aus Namurer Blaustein

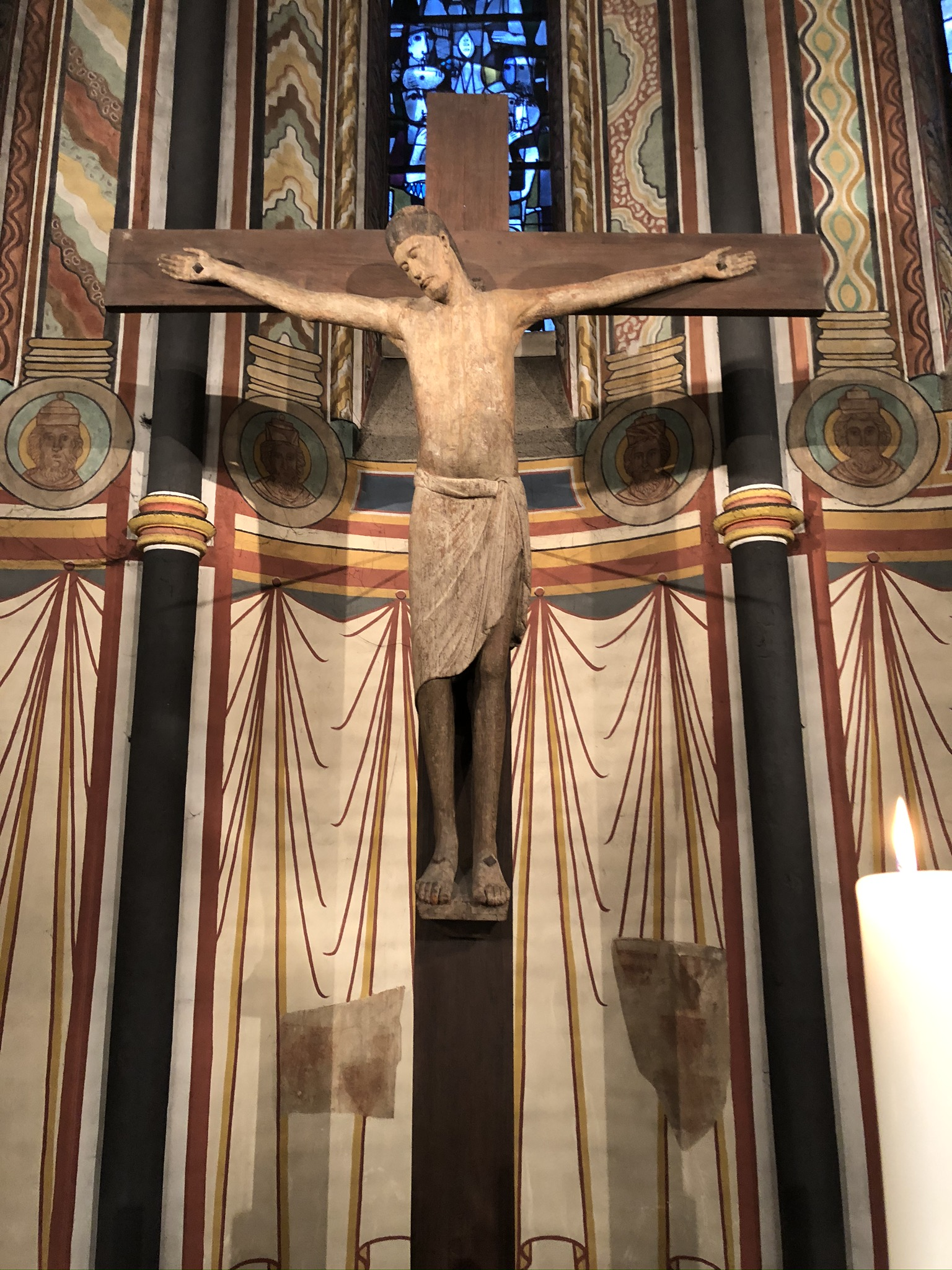
Kruzifix

Hochgotische Bildhauerei mit Architektur-Motiven zeigt der Gerricus-Sarkophag, eine Tumba, die aus einem einzigen Trachyt-Block gemeißelt wurde. Umlaufend zieren ihn Spitzbogenblenden mit Kreuzblumen und Zinnentürmchen. Das um 1270/80 entstandene Werk wurde vermutlich in einer Kölner Werkstatt geschaffen.
Die kunsthistorisch sehr bedeutsame Ausmalung der Apsis stammt aus der Zeit der Erbauung. Im Gewölbezentrum ist die Dreifaltigkeit Gottes in Form des Gnadenstuhls zu sehen: Der thronende Gottvater hält vor sich den gekreuzigten Christus, zwischen beiden die Taube als Symbol des Heiligen Geistes, gerahmt von den vier Evangelisten. Der Gerresheimer Gnadenstuhl gilt als der früheste in der deutschen Monumentalmalerei.
Noch aus dem Vorgängerbau stammt das überlebensgroße Kruzifix über dem Altar. Das über zwei Meter hohe (2,10 × 1,80 m) ottonische Bildwerk aus Eichenholz dürfte nach neuesten Erkenntnissen um 960 gefertigt worden sein und mit der Weihe der Kirche im Jahr 970 im Zusammenhang stehen. Der Korpus zeigt noch heute Reste der ursprünglichen Bemalung. Auffallend sind in der Christusdarstellung die geringe Ausformung des Körpers und die weichen Züge des Antlitzes. Es wurde vermutlich vom Kölner Erzbischof geschenkt. Es ist neben dem Kölner Gerokreuz wohl das älteste erhaltene Hochkreuz Europas nördlich der Alpen. Forscher sehen in dem Kruzifixus die älteste erhaltene Monumentalplastik in Deutschland.
Der 1871 von den Kölner Künstlern Heinrich und Johann Bong gefertigte neugotische Hippolytusschrein beherbergt seit 1953 die Reliquien des hl. Hippolyt, die zuvor seit dem Ungarneinfall von 919 in St. Ursula in Köln ausgelagert waren. Den vergoldeten Schrein zieren die Bildnisse der Apostel sowie an den Giebelseiten Figuren der Madonna mit Kind und des hl. Hippolyt.
Die Ende des 15. Jahrhunderts geschaffene spätgotische Muttergottes mit dem Strahlenkranz wird von einem 2,13 m hohen schmiedeeisernen Leuchter getragen, der neben dem Vierungspfeiler am Eingang zum Chor steht. Vermutlich stammt das Bildwerk aus der Werkstatt von Kersten Woyers (ca. 1470–1531) in Venlo.
Von dem Hochaltar, der vor 1236 entstanden ist, existiert nur noch der mit Säulen und Kleeblattblenden verzierte, dreiteilig gegliederte Unterbau, der aus Trachyt gearbeitet wurde – das Material der Altarplatte ist Blaustein.
Weiterhin besitzt die Basilika bedeutende Glasfenster und zahlreiche Epitaphe.

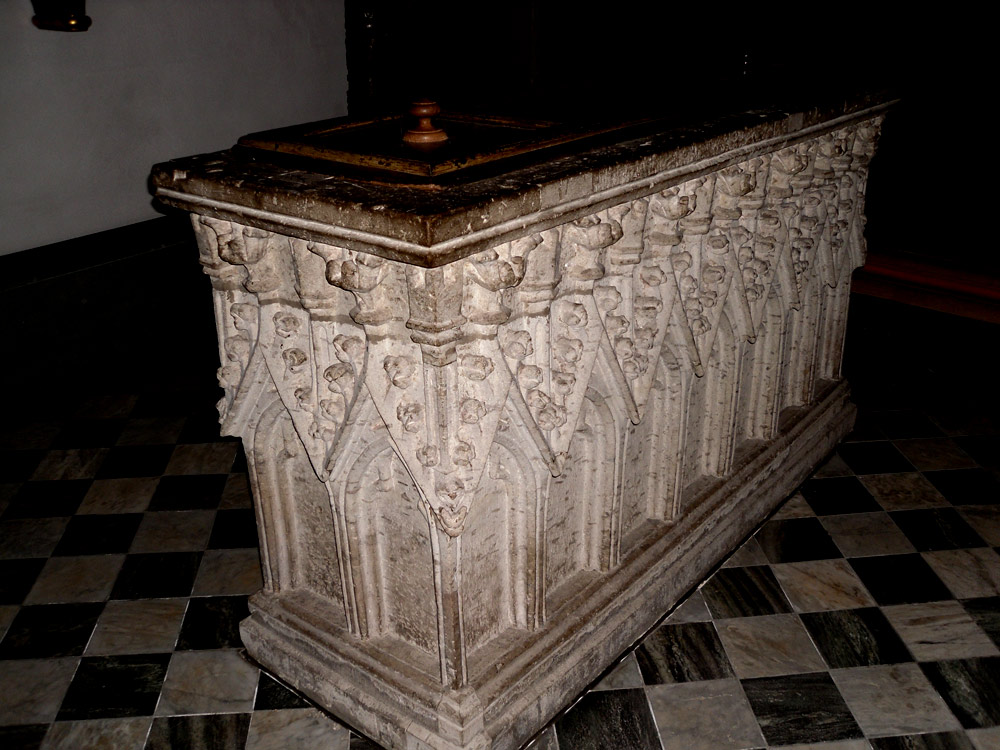
Gerricus–Sarkophag
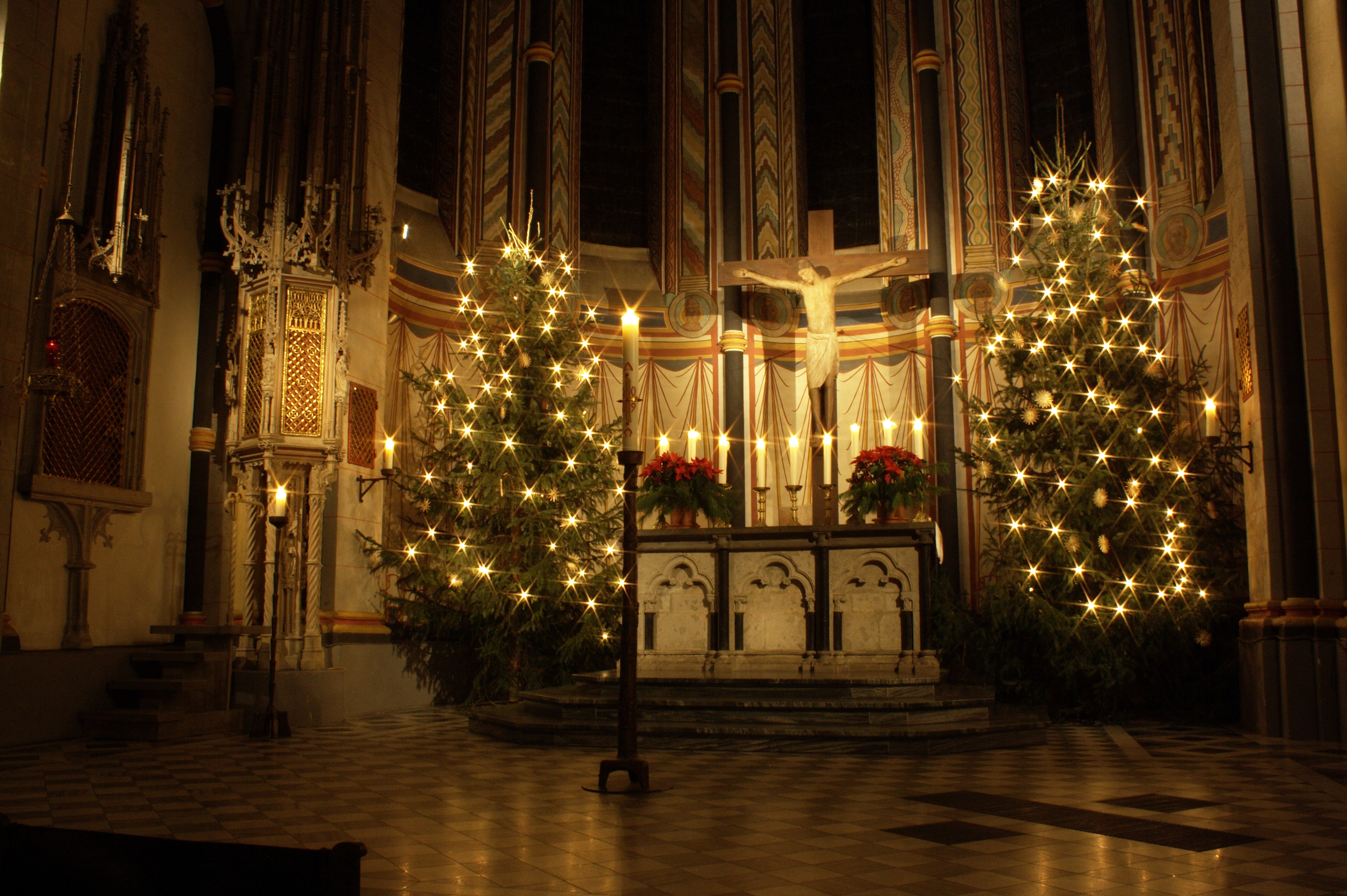
Weihnachtlicher Altarraum mit Kruzifix und Hochaltar
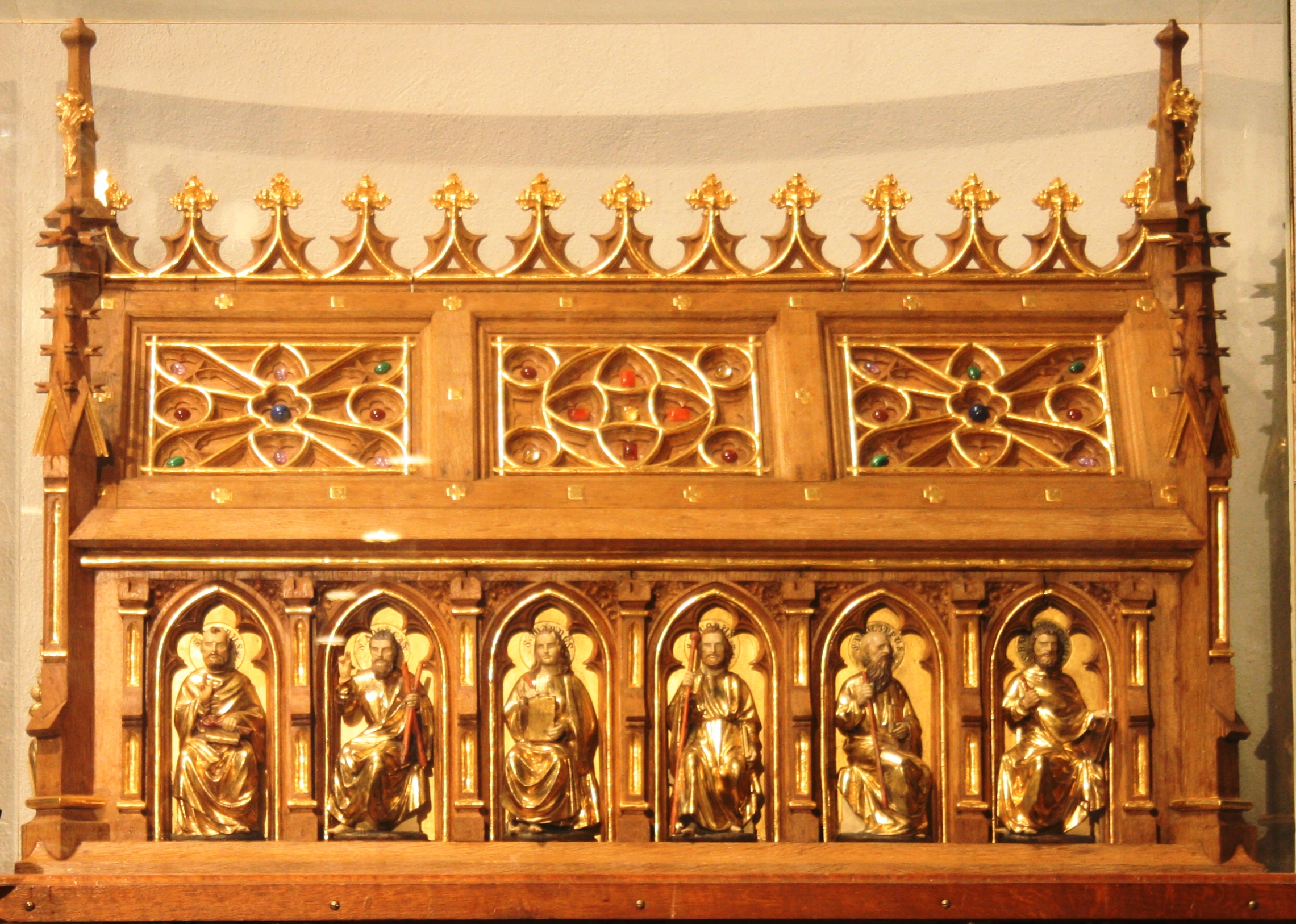
Hippolytusschrein
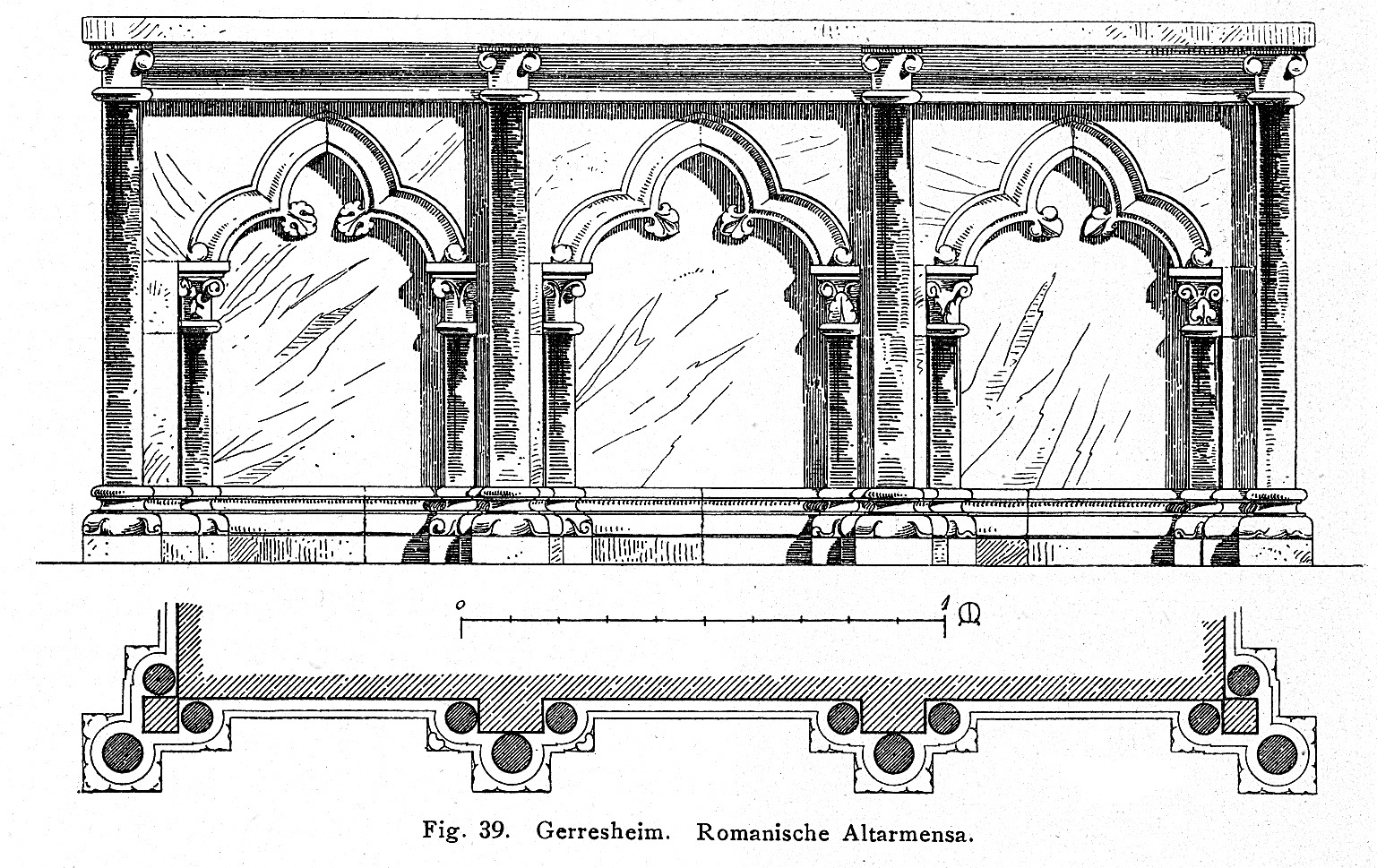
Romanische Altarmensa

### Kirchenschatz

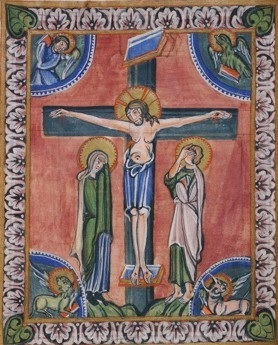
Seite aus dem Gerresheimer Evangeliar
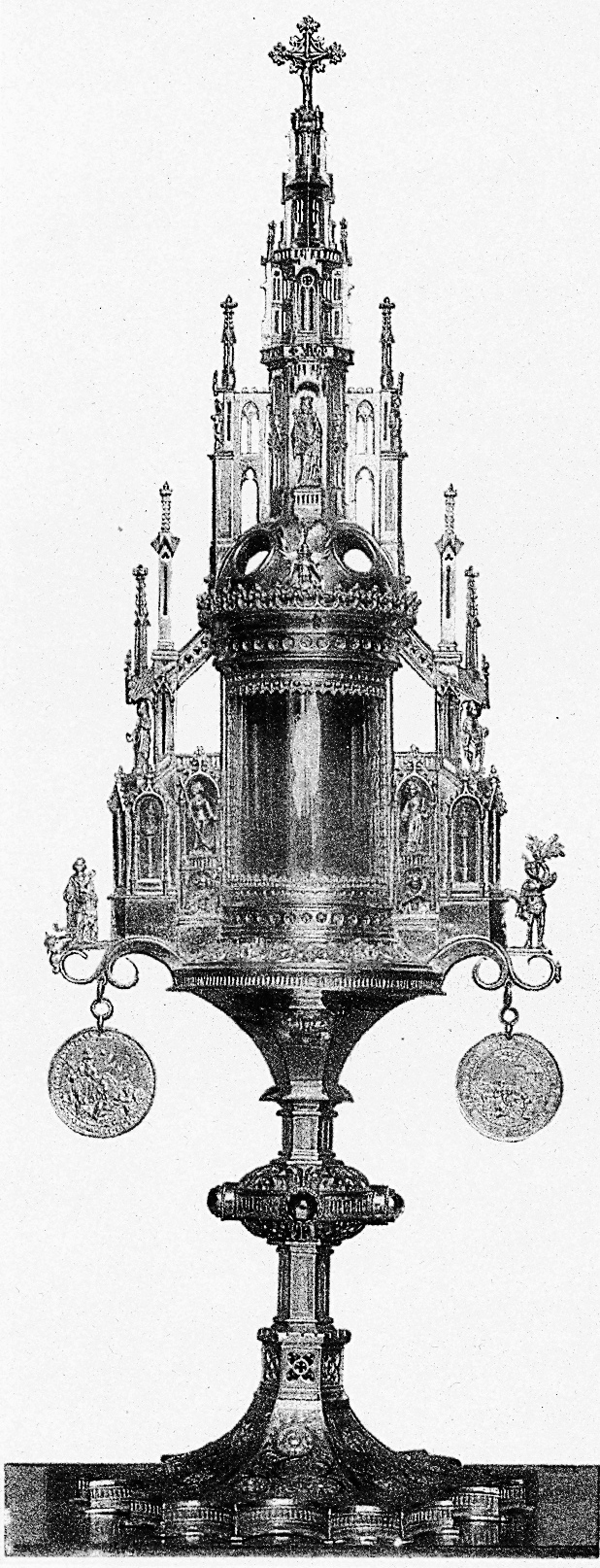
Rheinische Turmmonstranz

Die Schatzkammer der Basilika ist seit 2013 in der ehemaligen Taufkapelle untergebracht. Schon im frühen Mittelalter hatte man begonnen, wertvolle sakrale Gegenstände, wie Reliquiare, Kelche, Monstranzen und Kaseln zu sammeln. Im Zuge der Säkularisation ab 1806 gingen der Kirche viele Kunstschätze verloren.
Einige wichtige Objekte sind heute noch in der Basilika vorhanden bzw. wurden ab dem 19. Jahrhundert erworben:
- Gerresheimer Evangeliar (1020–1040), eine ottonische Handschrift, die umfassend illuminiert ist und aus der Kölner Buchmalerschule stammt.
- Reliquienschrein aus Emaille um 1210, der aus Limoges stammt
- Turmmonstranz, um 1400 aus Köln
- Büsten eines Jugendlichen Paares, Anfang 16. Jahrhundert
- Heilig-Blut-Reliquiar um 1410/20
- Barockes Cimborium anno 1670
- Silbernes Altarkreuz von 1841
- Zwei Kelche (1868 und 1880)[13]

## Kirchenmusik

### Orgel
Aus dem Jahr 1982 stammt die Orgel. Sie wurde von der österreichischen Orgelbaufirma Rieger (Schwarzach, Vorarlberg) erbaut. Das Instrument hat 40 Register auf drei Manualen und Pedal. Die Trakturen sind mechanisch. Die Orgel ist mit umfassender Digitaltechnik ausgestattet und ermöglicht das Speichern ganzer Orgelstücke.
| I Rückpositiv C–g3 |        |
| Holzgedackt        | 08′    |
| Principal          | 04′    |
| Koppel             | 04′    |
| Gemshorn           | 02′    |
| Quintlein          | 01 ⁄3′ |
| Scharff IV         | 01′    |
| Rankett            | 16′    |
| Krummhorn          | 08′    |
| Tremolo            |        |

| II Hauptwerk C–g3 |        |
| Pommer            | 16′    |
| Principal         | 08′    |
| Spitzflöte        | 08′    |
| Octave            | 04′    |
| Nachthorn         | 04′    |
| Superoctave       | 02′    |
| Mixtur V          | 01 ⁄3′ |
| Zimbel III        | 01⁄2′  |
| Cornet V          | 08′    |
| Trompete          | 08′    |

| III Schwellwerk C–g3 |         |
| Bourdon              | 08′     |
| Salicional           | 08′     |
| Voix céleste         | 08′     |
| Prestant             | 04′     |
| Rohrflöte            | 04′     |
| Nazard               | 02 ⁄3′  |
| Flöte                | 02′     |
| Tierce               | 01 3⁄5′ |
| Sifflet              | 01′     |
| Plein Jeu V          | 02′     |
| Basson               | 16′     |
| Hautbois             | 08′     |
| Clairon              | 04′     |
| Tremolo              |         |
| Winddrossel          |         |

| Pedal C–f1      |        |
| Principal       | 16′    |
| Subbaß          | 16′    |
| Octave          | 08′    |
| Gedackt         | 08′    |
| Choralbaß       | 04′    |
| Rohrschelle     | 02′    |
| Rauschpfeife IV | 02 ⁄3′ |
| Posaune         | 16′    |
| Trompete        | 08′    |

- Koppeln: I/II, III/II, III/I, I/P, II/P, III/P
- Spielhilfen: 20×1000-fache Setzeranlage, Sequenzer

### Chöre
Kantor und Chorleiter ist seit 1987 Klaus Wallrath. Wallrath baute in seiner Zeit an St. Margareta mehrere Chöre und Ensembles auf. So existieren heute neben dem Basilika-Chor eine Chorschule für Kinder und Jugendliche mit über 150 jugendlichen Sängerinnen und Sängern sowie der Kammerchor St. Margareta. In der Basilika werden zahlreiche Konzertreihen durchgeführt.

## Glocken
Im Turm der Basilika hängen heute sechs Bronze-Glocken. Die älteste von ihnen ist die Marienglocke, die im Jahre 1717 von dem Kölner Glockengießer Gottfried Dinckelmayer gegossen wurde.
| Nr. | Name                       | Gießer, Gussort                                      | Gussjahr | Ø (mm) | Gewicht (kg) | Nominal (16tel) |
| --- | -------------------------- | ---------------------------------------------------- | -------- | ------ | ------------ | --------------- |
| I   | Maria                      | Gottfried Dinckelmayer, Cöln                         | 1717     | 1350   | 1630         | es1 +4          |
| II  | Angelus                    | Peter Boitel, Luxembourg, Roermond und Bourmont      | 1828     | 1112   | 850          | f1 +10          |
| III | Christus                   | Peter Boitel, Luxembourg, Roermond und Bourmont      | 1828     | 995    | 580          | g1 +11          |
| IV  | Auferstehung               | Wolfgang Hausen-Mabilon, Fa. Mabilon & Co., Saarburg | 1977     | 830    | 350          | b1 +10          |
| V   | Versöhnung                 | Wolfgang Hausen-Mabilon, Fa. Mabilon & Co., Saarburg | 1977     | 740    | 240          | c2 +11          |
| VI  | Joseph, Wilhelm, Elisabeth | Wolfgang Hausen-Mabilon, Fa. Mabilon & Co., Saarburg | 1977     | 620    | 150          | es2 +11         |

Geläutemotiv: Lateinischer Hymnus: Veni creator spiritus, deutsch „Komm, Heilger Geist, der Leben schafft“ oder „Komm, Schöpfer Geist, kehr bei uns ein“ (Gotteslob Nr. 341, 342 und 351).